# Gianni Cucelli
Giovanni Cucelli, né le 13 novembre 1916 à Fiume en Autriche-Hongrie sous le nom de Gianni Kucel et mort le 29 avril 1977 à Milan est un joueur de tennis italien. Son nom a été italianisé par le PNF en Cucelli.

## Palmarès
- Internationaux de France : quart de finaliste en 1947, 1948 et 1949.
- Internationaux d'Italie : finaliste en 1951.
- Championnat d'Italie de tennis : Vainqueur en 1939, 1940, 1941, 1947, 1948, 1952, 1953 et 1954.

### Finale en double mixte
|   | Date | Nom et lieu du tournoi        | Surf.        | Vainqueurs               | Partenaire     | Score         |
| 1 | 1950 | Internationaux d'Italie, Rome | Terre battue | Gussy Moran Adrian Quist | Annelies Bossi | 6-3, 1-1, ab. |